# Pieces (Sum 41)
Pieces è un singolo del gruppo musicale canadese Sum 41, il secondo estratto dal loro terzo album in studio Chuck, pubblicato il 13 novembre 2004.

## Video musicale
Il video ufficiale del brano mostra il cantante Deryck Whibley che canta mentre cammina per una strada vuota. Mentre cammina, passano di fianco a lui alcuni camion con un lato aperto che lascia intravedere gli altri membri della band dentro. I vari camion hanno diverse etichette: "The perfect vacation", "The perfect night", "The perfect family", "The perfect body" ("La vacanza/notte/famiglia/corpo perfetti"). Alla fine del video passa un camion in cui si vede Deryck seduto da solo su una poltrona davanti a un televisore, con l'etichetta "The perfect life" (La vita perfetta"). Agli accordi finali, la lettera "F" di "life" cade, lasciando la frase "The perfect lie" ("La bugia perfetta").

## Tracce
1. Pieces – 3:02
2. Pieces (Acoustic) – 3:17
3. We're All to Blame – 3:39
4. Pieces (Music Video) – 3:15

## Classifiche
| Classifica (2005)         | Posizione massima |
| ------------------------- | ----------------- |
| Germania                  | 84                |
| Stati Uniti               | 107               |
| Stati Uniti (alternative) | 14                |

## Formazione
- Deryck Whibley - voce, chitarra ritmica
- Dave Baksh - chitarra solista, voce secondaria
- Cone McCaslin - basso, voce secondaria
- Steve Jocz - batteria